# Hosekræmmeren (film fra 1971)
 For alternative betydninger, se Hosekræmmeren (flertydig). (Se også artikler, som begynder med Hosekræmmeren)
Hosekræmmeren (engelsk titel Cecilia - a Moorland Tragedy) er en dansk film fra 1971, skrevet og instrueret af Knud Leif Thomsen efter romanen Hosekræmmeren af Steen Steensen Blicher.

## Medvirkende
- Frans Andersson
- Lily Broberg
- Niels Hinrichsen
- Bertel Lauring
- Preben Lerdorff Rye

## Ekstern henvisning
- Hosekræmmeren på Internet Movie Database (engelsk)
- Hosekræmmeren på Filmdatabasen
- Hosekræmmeren på danskefilm.dk
- Hosekræmmeren på danskfilmogtv.dk
- Hosekræmmeren på AllMovie (engelsk)
- Hosekræmmeren på Turner Classic Movies (engelsk)
- Hosekræmmeren på The Movie Database (engelsk)